# Andante avec cinq variations en sol majeur
Les Andante avec cinq variations en sol majeur pour piano à quatre mains K. 501 sont une œuvre pour piano de Wolfgang Amadeus Mozart composée le 4 novembre 1786 à Vienne. 

## Structure
- Le thème Andante est en sol majeur, marqué 
, 18 mesures, 2 sections répétées deux fois (mesures 1 à 8, mesures 9 à 18)
- Les Variations I à IV comportent 18 mesures, 2 sections répétées deux fois (mesures 1 à 8, mesures 9 à 18)
- La Variation IV est en sol mineur.
- La Variation V comporte 65 mesures.

Durée de l'interprétation : environ 7 minutes